# Chamaita fasciata
Chamaita fasciata är en fjärilsart som beskrevs av Rothschild 1916. Chamaita fasciata ingår i släktet Chamaita och familjen björnspinnare. Inga underarter finns listade i Catalogue of Life.